# 가미아사쿠라촌
가미아사쿠라촌(上朝倉村)은 에히메현 오치군에 설치된 촌이다. 